# Angelote (figura)

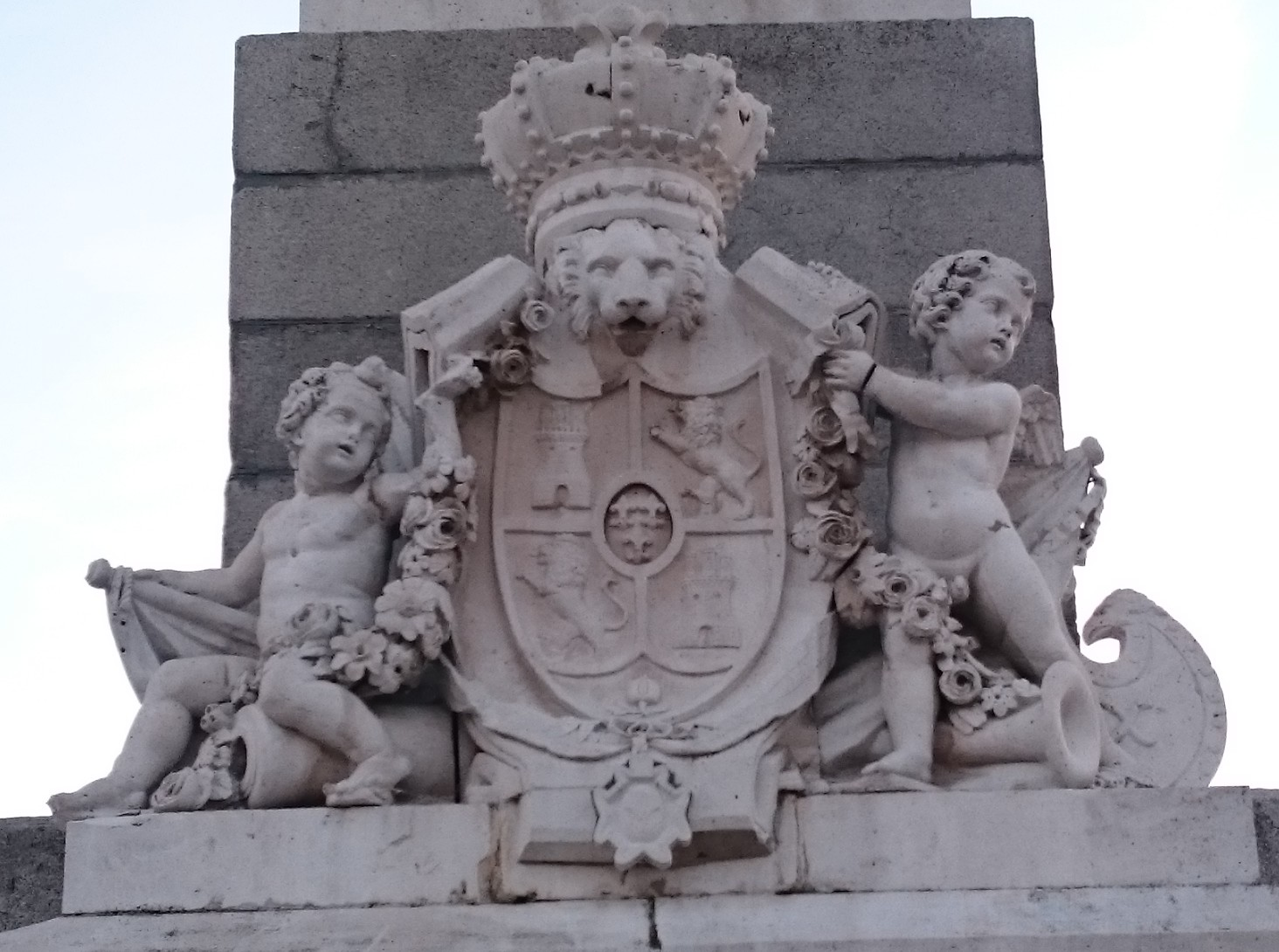
Angelotes junto al escudo de armas de Isabel II en Madrid

Generalmente, se llaman angelotes a las figuras pictóricas o escultóricas que representan a ángeles en retablos, altares, fuentes, fachadas, etc. 
Los angelotes adoptan la forma de niños gordezuelos desnudos o cubiertos tan solo por un paño, reflejando diferentes actitudes. Por extensión, se aplica este término al niño gordo y mofletudo que presenta una condición risueña y mansa.